# Charles Burton (lutte)
Pour les articles homonymes, voir Charles Burton et Burton.
Charles Burton, né le 9 octobre 1973 à Ontario (Oregon), est un lutteur libre américain.

## Carrière
Charles Burton est médaillé de bronze des Championnats panaméricains de lutte dans la catégorie des moins de 76 kg en 1997 à San Juan puis médaillé d'argent des moins de 85 kg aux Championnats panaméricains de lutte 2000 à Cali.
Il termine cinquième du tournoi de lutte libre des moins de 85 kg aux Jeux olympiques d'été de 2000 à Atlanta.